# Mahatma Gandhi
Mohandás Karamčand Gándhi (devanāgarī मोहनदास करमचन्‍द गान्‍धी), splošno znan kot Mahatma Gandhi (sanskrt Mahatma - velika duša), indijski politik, odvetnik in aktivist, * 2. oktober 1869, Porbandar, Gudžarat, Britanska Indija, † 30. januar 1948, New Delhi, Indija.
Gandhi je bil eden od tvorcev sodobne Indije in vpliven zagovornik satjagrahe (nenasilnega protesta) kot sredstva revolucije. Velja za pomembnega politika osamosvajanja in oblikovanja nove postkolonialne Indije. Gandhi je bil tudi poet z znanimi povedi kot so: "Brez žeblja ne moreš popraviti stene na hiši". To je samo eden od znanih kvotacij gandhija. Z bojem za pravice najemnih delavcev in drugih indijskih gospodarstvenikov v Južni Afriki je kot mlad odvetnik iskal način za uveljavitev pravic Indijcev. Gandhijevo načelo satjagrahe, po navadi grobo prevedeno kot »pot resnice« ali »težnja za dušo«, je navdihnilo generacije demokratičnih aktivistov. Že za časa svojega življenja bil tudi pomemben za zgodnje gibanje New Age. Najbolj znana med njegovimi idejnimi nasledniki sta bila Martin Luther King mlajši in Rolihlahla »Nelson« Mandela.

## Mladost
Gandhi je bil sin Karamčanda Gandhija, devana (glavnega poslanika) Porbandra, in Putlibe, Karamčandove četrte žene. Gandhiji so bili iz kaste trgovcev. Beseda »Gandhi« pomeni trgovec z dišavami, a družinsko podjetje je bilo predvsem posojanje denarja. S trinajstimi leti se je poročil s Kasturbo (Kasturbaj), ki je bila istih let. Imela sta štiri otroke, vse sinove. To so bili Hariral Gandhi (*1888), Manilal Gandhi (*1892), Randas Gandhi (*1897) in Devas Gandhi (*1890). Ko mu je bilo šestnajst let, mu je umrl oče. Vedno je trdil, da je imel do smrti svojega očeta z njim zgledne odnose. Na očetovo željo se je odločil za študij v Angliji, zaradi česar je bil izločen iz kaste. V tistem času namreč v Indiji ni bilo dovoljeno potovanje preko morja.
Z devetnajstimi leti je odšel na Univerzitetni kolidž v Londonu na študij prava. Pod prisego materi, da ne bo jedel mesa ali se prepuščal spolnosti, je v Londonu med študijem naletel na vegetarijansko restavracijo in mnoge angleške vegetarijance ter se celo včlanil v Društvo vegetarijancev. Preko pripadnikov tega društva je spoznal Anne Besant, teozofsko družbo in mnoge prijatelje, prvič je tudi prišel v stik z nekaterimi knjigami iz svoje domovine, kot je na primer Bhagavad-gita in nekatera daljša temeljna kulturno-verska dela, ki so bila za javnost zanimiva, kasneje pa podobno kot joga tudi modna. Med študijem je tako spletal različna znanstva in prijateljstva, ter se seznanil z mnogimi idejami, katerim drugače niti ne bi bil izpostavljen. V svoji avtobiografiji tako pripoveduje o marsikateri knjigi, ki so mu jo takrat priporočili ali jo je dobil v roke med študijem in ji je posvetil resno pozornost. Še posebej izpostavi Annie Besant kot žensko aktivistko, ki je bila kasneje pomembna tudi politično za Indijski kongres, in nekatere verske iskalce, ki so se včlanili v Teozofsko društvo.

## Južna Afrika in javno delovanje
Po diplomi je kmalu postal odvetnik z glavno nalogo izterjave denarja od trgovcev v Južni Afriki. Neuk takšnih postopkov je veliko pozornosti namenil učenju zakonodaje. Maja 1893 se je izkrcal v južnoafriškem pristanišču Durban in sedel na vlak proti Pretoriji. Že na naslednji postaji je v njegov kupe vstopil belopolti poslovnež in zahteval, da zapusti vagon, čeprav sta imela enaki vozovnici. Ker mu Gandhi ni hotel ustreči, ga je sprevodnik vrgel z vlaka. V čakalnici za temnopolte je vso noč čemel na prtljagi in se šele proti večeru naslednjega dne odpeljal proti Pretoriji. V prostem času in tudi v interesu nekaterih bolj premožnih muslimanskih Indijcev je pričenjal z gibanji za ureditev primernejše zakonodaje za Indijce v Južni Afriki, kjer so kot najemni delavci bili v mnogočem v slabšem položaju kot temnopolti. Četudi je bilo doseženega zelo malo, je pridobil medijsko pozornost. Zares uveljavil se je v času upora rudarjev proti izrazito belem prebivalstvu, ki je upravljalo rudnike s krivično davčno ureditvijo. Satjagraha je bila prvič tu uporabljena na množični bazi, četudi so le redki rudarji vedeli za Ghandija in njegove ideje nenasilnega upora, a so sledili gibanju. Odziv je bil izjemen in uspešen, 6. novembra 1913 so ga pri vodenju pohoda indijskih rudarjev Transvaala v Južnoafriški republiki zaprli, a ureditev je bila spremenjena, saj večina rudarjev ni hotela več delati, stavka pa se je iz solidarnosti širila do obale in naprej. Prisila k delu pa je jasno vodila do 10 smrti, kar je povzročilo buren odziv mednarodne javnosti. Ghandi je bil izpuščen iz zapora, pritiski so se zmanjšali na obeh straneh in aprila 1914 je bila nemogoča davščina ukinjena po zakonodajnem postopku.
Pomembno pa je povedati, da po tem uporu ni bilo več sistematične politične aktivnosti, zato je Ghandi posredno pripomogel k apartheidu, ki je po Burski vojni postajal vedno bolj uveljavljen. Ghandi je ob pričetku prve svetovne vojne iskal prostovoljce za vpis v bolnišnično enoto v Južni Afriki.
Svojo filozofijo je črpal iz Bhagavad Gite in Tolstojevih del. Tolstoj se je v 80. letih 19. stoletja obrnil h krščanskemu anarhizmu, Gandhi pa je kot odgovor indijskim nacionalistom prevedel Tolstojevo »Pismo hindujcu«, napisano leta 1908. Takrat je napisal tudi svoje temeljno delo Hind Svaradž, oziroma Indijska samovlada. Tolstoj in Gandhi sta si dopisovala vse do Tolstojeve smrti leta 1910. V pismu je za prikaz svojih pogledov na naraščajoči indijski nacionalizem uporabil hindujsko filozofijo iz Ved in Bhagavad-gite, ki jo je z leti vedno bolj izrabljal kot tekst moralne in vojaške vzgoje za svoje pristaše. V Južni Afriki je ustanavljal samooskrbne kmetije, kar je kasneje pričel tudi v Indiji, prva se imenuje po Tolstoju.
Tolstoj čisto preprosto odgovarja tistim Indijcem, ki nepotrpežljivo silijo, da bi belce izgnali iz Indije. Mi smo (po Tolstoju) svoji lastni sužnji, ne sužnji Angležev. To bi si morali vklesati v naš spomin. Belci ne morejo ostati, če jih sami nočemo. Če pa jih hočemo odgnati z orožjem, naj vsak Indijec premisli, kako vražje malo koristi ima Evropa od orožja.
Med prvo svetovno vojno se je Gandhi vrnil v Indijo, kjer je pomagal novačiti može za vstop v Britansko indijsko vojsko.

## Gibanje za indijsko neodvisnost
Januarja 1915, ko se je vrnil domov z Londona, se je odločil, da se mora zaobljubiti revščini. V letih, ko je bil odsoten, se je razširil spodbuden glas o malem Indijcu v Južnoafriški republiki. V Indiji so mu kmalu po vrnitvi nadeli ime Mahatma, kar v hindijščini pomeni »velika duša«. Med prvimi ga je tako imenoval Tagore. Gandhi je hitro spoznal, da svoje dežele po dvajsetih letih odsotnosti skoraj ne pozna več, zato se je podal na potovanje po Indiji.
V javno življenje je vstopil razmeroma pozno, šele leta 1919, ko so Britanci sprejeli zakon, ki je Indijcem odrekal številne pravice, oziroma zahteval, da so registrirani vnaprej s prstnimi odtisi in osebnimi podatki, kar za druge prebivalce imperija ni bila zahteva. V naslednjih 29 letih je postal osrednja osebnost indijske politike. Ves ta čas je ostajal zvest načelom svoje filozofije o nenasiju in borbi za resnico. Prizadeval si je za ekonomsko neodvisnost Indije oziroma za samooskrbo, ki je bila za Britanski imperij in gospodarstvo prostega trga tedaj daleč najnevarnejša ideja. V javnosti je nosil le doma napravljena tradicionalna oblačila in poveličeval kolo, s katerim so se ta preprosta oblačila izdelovala. Že zelo zgodaj, leta 1924, je predsedoval Indijskemu nacionalnemu kongresu.
8. aprila 1919, ko se je odpravljal na protestno zborovanje v New Delhi, so ga britanske oblasti ustavile in poslale nazaj. Novica se je hitro razširila in razburila njegove privržence. Prišlo je do nemirov, v katerih je bilo ubitih nekaj ljudi, v Amritsarju so bili ob požigih ubiti celo štirje Evropejci. Ghandi je bil pretresen, poleg žrtev in škode, ki je bila povzročena, je bila poškodovana tudi njegova javna podoba, češ, pridiga nenasilje, a njegovi pristaši so najbolj nasilni. Gandhi je kmalu po tem pozval javnost k vsedržavnemu postu v pokoro za vse smrti. Nasilje je 10. aprila stopnjevalo do te mere, da je med enim od protestnih shodov britanski general svojim vojakom ukazal streljati na zbrano množico. Pri tem so vojaki ubili 379 ljudi, preko 1200 protestnikov pa je bilo ranjenih. Kasnejša parlamentarna preiskava je pokazala, da je bilo v incidentu lahko tudi do 1000 mrtvih in 1000 ranjenih.
Med letoma 1920 in 1930 je Gandhi pripravil zelo malo odmevnejših zborovanj in shodov. Običajno so se shodi končali z njegovo aretacijo. Na teh shodih je Angleže pozival, da zapustijo Indijo. Sčasoma se je Gandhi vedno manj pojavljal v javnosti. Indijski nacionalni kongres namreč ni imel več potrpljenja s politikom, ki je bil v osnovi naperjen zgolj v samovlado in samoupravljanje, medtem ko je bila Indija v mnogočem izrazito neenotna združba, večina indijskih izobražencev pa je prejela predvsem britansko izobrazbo v katero so družine tudi veliko vložile. Najodmevnejši shod in nastop se je zgodil marca 1930, ko je Gandhi organiziral pohod do 400 kilometrov oddaljene obale Indijskega oceana. Med počasnim pešačenjem Gandhi podajal izjave, da bo na cilju iz morske vode pridobival svojo sol. S tem je protestiral proti zakonu, ki je Indijcem prepovedoval pridobivanje soli. Pohod je dobil dramatične razsežnosti, saj se je okrog njega zgrinjala vse večja množica, čemur je sledila tudi medijska pozornost. Gandhija so aretirali šele dolgo po tem, ko je že prišel na cilj in opravil kaznivo dejanje. Angleži so začeli izgubljati nadzor v velikih mestih, pridobivanje soli pa je postalo civilna nepokorščina, ki je imela povsem finančne posledice, četudi je bila prepredena s skorajda nacionalistično ekstazo svobode. Gandhija so izpustili in ga povabili na pogajanja v London. Od 12. septembra do 6. decembra tako sodeluje v Londonu na konferenci, kjer ni dosegel dogovora, a angleška javnost je njegov obisk pospremila s simpatijami.
Eden pomembnejših Gandhijevih projektov pri pogajanju z imperijem o bodoči ustavi Indije je bilo vprašanje najnižjih kast, ki praviloma niso imele nobenih pravic v tradicionalni ureditvi. Gandhi je zavzel trdno stališče, da se jim zagotovi znatno in sorazmerno zastopstvo v predstavniškem telesu po novi ustavi. Za pravice in mirno ureditev tega spora je gladovno stavkal in se pogajal podhranjen s predstavniki izobraženih nedotakljivih, ki so vnesli v pogajanja britanski predlog, ki bi nedotakljive v celoti ločil od hindujske vere in jim dal enake pravice kot muslimanom in drugim skupnostim, ki so bile ločeno voljene. Na dolgi rok je bil to politično prav tako problematičen predlog. Oblikovanje ustave in nenehni upori prebivalstva so leta 1933 pomenili predvsem veliko aretacij Gandhija, ki jih je bilo težko pravno opravičiti pred prebivalstvom. Dvakrat je v zaporu leta 1932, trikrat leta 1933, pri tem se opira na uporabo medijev in daljše poste. Ustanovi tudi tednik Harijan, namenjen kasti nedotakljivih. Od let 1934-1939 zapusti Kongres in se popolnoma posveti novi Indijski ustavi, ki bi tako bila sestavljena iz mirnega sobivanja hindujcev in muslimanov, kar pa ni bilo v interesu tedanjega kongresa.
Kot svetovno znana osebnost in narodni voditelj je dajal mnenja tudi o Evropi. Leta 1938 je tako pozival Čehe, da se uprejo Nemcem z nenasiljem in naj ne uporabljajo metkov. Podobno je svetoval tudi Judom v Nemčiji: “Judje v Nemčiji lahko uporabijo Satjagraho v neskončno boljših pogojih kot bi jo lahko Indijci v Južni Afriki,” je napisal v tedniku Harijan 11. novembra 1938. “Judje so veliko bolj obdarovani kot Indijci v Južni Afriki.” "Miren in premišljen odpor neoboroženih mož in žensk bo lahko spremenilo zimo obupa v poletje upanja." "Nemški Judje bodo dosegli trajno zmago nad Nemškimi gentili, saj jih bodo spreobrnili v čaščenje človeškega dostojanstva.”
Gandhi je celo svetoval Judom, naj molijo za Hitlerja. “Če bi samo en Jud tako ravnal, bi lahko rešil svojo samospoštovanje in zapustil zgled, ki bi kot infekcija lahko rešil vse Judstvo." Njegov prijatelj in po nekaterih pričevanjih intimni prijatelj, Hermann Kallenbach, je izražal dvom. Ghandi je komentiral svojega prijatelja: “[Hermann] želi biti nenasilen, “a trpljenje njegovih bližnjih Judov je prehudo za potrpeti.” Gandhi je dodal: “Sam se je prepiram glede njegove jeze, a maščevati se je sladko, a odpustiti božansko.” Tudi po vojni, po vseh dejstvih Holokavsta, je Gandhi vztrajal:“..Judje bi se morali sami ponuditi mesarjevem nožu...Sami bi se morali vreči v morje s klifov...Tako bi vzdignili svet in ljudstvo Nemčije. Kot taki so podlegli v njihovih milijonih.”
Ko je leta 1939 v Evropi izbruhnila druga svetovna vojna, se je Gandhi postavil na britansko stran. Postane tudi kritičen do nacizma kot državne ureditve, ki jo imenuje “golo, nemilo silo, ki je le točna znanost in deluje z znanstveno natančnostjo." Japonske čete so leta 1942 iz Burme hitro napredovale proti Indiji. Britanci so uvideli, da Indije ne bodo sposobni ubraniti a kljub temu Indijcem niso pustili, da bi se branili sami. Gandhi je avgusta na Indijskem kongresu Britance spet pozval, naj zapustijo Indijo. Že naslednji dan so Gandhija in vse člane kongresa aretirali in odpeljali v zapor. Gandhi se je medtem v ječi grozil z gladovno stavko, če mu ne bodo dovolili vsaj komunikacije s somišljeniki. Tako so mu dovolili, da se lahko sreča in se pogovarja s komerkoli v času trajanja posta, ob prekinitvi posta pa se mora vrniti v zapor. Ghandi se je namesto tega odločil za gladovno stavko in ni zapustil zapora, a je stavko po več kot treh tednih prekinil in popil nekaj pomarančnega soka. Mnogi trdijo, da je tedaj bolehal za malarijo, glasni so bili tedaj tudi pomisleki, da post ob pomarančnem soku ni naporen dosežek. Indija zaradi vojne utrpi strašno lakoto, deloma zaradi vojne, deloma zaradi višje sile neurja, ki povzroči veliko škode na poljščinah. Leta 1944 umre njegova žena Kasturbaj, ki je bila tedaj z njim zaprta v zaporu.
Maja 1945 se je končala druga svetovna vojna. Indiji je bil priznan status neodvisne države. Pod Nehrujevim vodstvom je bila ustanovljena prva indijska vlada in 15. avgusta 1945 je Indija razglasila samostojnost. Hkrati z osamosvojitvijo so islamske oblasti v zahodnem delu države, Pakistanu, razglasile svojo islamsko republiko. Hindujci in muslimani na obeh straneh meje so bežali na drugo stran meje. Izbruhnili so nemiri. Stanje je mejilo na državljansko vojno, zabeleženo je bilo več kot pol milijona mrtvih, ogorčenje mednarodne skupnosti je bilo veliko, kar je sprožilo težnje po tem, da Indija potrebuje koloniste.
Hudi nemiri in nastanek kar dveh držav namesto ene, redefinicija Indije in nova vloga indijskega podkralja, so Ghandija postavili v vlogo voditelja stare ideje sobivanja Indije, ki se je želela mirno osamosvojiti od imperija. Odločil se je tako vpričo hudega klanja za gladovno stavko do pisne zaprisege obeh strani k miru vsaj v New Delhiju. Rezultat je bil na moč presenetljiv, saj sta že po nekaj dneh obe strani umaknili vojno napoved. Nekateri strastni domoljubi pa so Gandhijev neverjetni uspeh razumeli kot izdajo. Ena od skupin je na sestanku izžrebala mladeniča, ki naj bi ga umoril. Prepričani so bili, da jih Gandhi po naročilu muslimanov izsiljuje z gladovno stavko za denar. Gandhi je atentat preživel, enega mladeniča pa so ujeli in aretirali. Ista skupina je poskušala še večkrat, praviloma je bil tudi atentator isti, na koncu tudi uspešen.
30. januarja 1948 je Nathuram Godse izvedel uspešen atentat nad Ghandijem ob poti skozi vrt ob hiši njegovega prijatelja. Pristopil je k njemu med molitvijo. Odrinil je dekle, na katero se je starec opiral za hojo, izpod ogrinjala potegnil samokres in ga iz bližine trikrat ustrelil v prsi. Nato je zaklical »policija!« in se predal.
Aretacije, proces in razprave ob atentatu so dobile veliko medijske pozornosti. Predvsem glavnega organizatorja, za katerega so bila na voljo le nekatera pričevanja, zaradi pomanjkanja dokazov nikoli niso obsodili. Vinayak Damodar Savarkar je bil tako oproščen pred kazenskim sodiščem, a je bil kasneje večkrat pred parlamentarno komisijo ponovno kaznovan s prepovedjo političnega delovanja. Do smrti je ostal odkrit militarist in pristaš močnega oboroževanja Indije.

## Satjagraha
Gandhi zelo jasno in odločno odklanja idejo, da gre pri Satjagrahi za pasivno agresivnost, temveč za spoznanje o napačnem vedenju, o pravilnem vedenju. Oseba, ki verjame v nenasilno pošteno resnico v dialogu, ne bo izrabljala svojega boja za povzročanje škode. Prav tako je dejal, da potrebuje vojake za takšen boj. Namreč osebe, ki ni sposobna ubiti, ni moč učiti nenasilnega odpora. S Satjegraho postane nasilje znak nemoči, moč pa se lahko doseže le z dialogom. Gandhi je velikokrat izjavil, da so njegove vrednote preproste in izhajajo iz tradicionalnih hindujskih prepričanj: resnice (satje) in nenasilja (ahimse).
Večino svojih idej je sporočal preko pamfletov in člankov, za sabo je pustil veliko pisanja, saj je bil dolgoletni urednik in pisec prispevkov za več časopisov, še posebej pa izstopa časopis Mlada Indija. Svojo novinarsko dejavnost je pričel že v Južni Afriki.

Duh nenasilja je objasnil večkrat v novinarskih pisanjih:
Nesodelovanje ni gibanje bahanja, razgrajanja ali sleparjenja, pač pa preskus naše iskrenosti. Zahteva čvrsto in tiho žrtvovanje. Je izziv naši poštenosti in naši zmožnosti za nacionalno delo. In več kot naredimo, bolj se zavedamo, da je treba storiti še veliko več, kakor smo pričakovali. In ta misel na našo nepopolnost nas mora narediti ponižne.
Nesodelujoči si prizadeva, da bi vzbudil pozornost in da bi bil za zgled, pa ne z nasiljem, temveč z nevsiljivo ponižnostjo.
Nepremišljena neposlušnost pomeni razkroj družbe. Zato se morajo tisti, ki se prizadevajo za državljansko neposlušnost, najprej naučiti umetnosti radovoljnega podrejanja zakonom prostovoljnih zvez, kot so stranke, konference in druga telesa, pa tudi podrejanja državnim zakonom, naj so jim všeč ali ne. Državljanska neposlušnost ni stanje brezzakonitosti in samopašnosti, temveč predpostavlja duha, ki spoštuje zakon in je samoobvladan.

## Zapuščina in upodobitve v množični kulturi
- Beseda Mahatma, četudi velikokrat zmotoma zamenjana za njegovo pravo ime na Zahodu, je v resnici iz Sanskrta, sestavljenka besed maha (pomeni velik(a)) in atma (pomeni Duša). Prvi naj bi tako poimenoval Gandhija pesnik Rabindranath Tagore.[19] V svoji avtobiografiji Gandhi vseeno pojasni, da ni tega naziva nikoli cenil in je bil zanj tudi boleč.[20][21][22]
- Po Gandhiju se imenuje nešteto ulic, cest in središč v Indiji, med njimi glavna ulica številnih mest, kot sta Bangalore in Mumbaj.

### Sledilci in mednarodni vpliv
Gandhi je vplival na veliko pomembnih voditeljev in političnih gibanj. Predvsem je bil pomemben za voditelje gibanj za državljanske pravice Afroameričanov v ZDA, še posebej pa za Martina Luthra Kinga, Jamesa Lawsona in Jamesa Bevela. King je še posebej izpostavljen, saj je včasih imenoval Gandija za »malega rjavega svetnika« (the little brown saint). Prav tako je navdihoval tudi aktivista in nekdanjega predsednika Južnoafriške republike Nelsona Mandelo, ki je sledil Gandhijevi doktrini nenasilnega protesta in njegovi filozofiji v zgodnjem otroštvu, še bolj pa njegovega predhodnika v boju zoper apartheid, Alberta Lutulija.
Gandhijevo življenje in njegovi nauki so navdihnili mnoge politike in filozofe, ki se v svojem delovanju izrazito naslanjajo na Ghandija in njegovo idejno mentorstvo ter tako širijo svoje in Gandhijeve ideje. Romain Rolland je bil prvi, ki je v Evropi pisal o Ghandiju leta 1924, četudi tedaj še ni srečal Mahatme ali se z njim dopisoval. V letu 1931 se je Gandhi dopisoval s pomembnim evropskim fizikom Albertom Einsteinom, ki ga je v pismu pohvalil kot moža, ki bi moral biti za vzgled prihodnjim generacijam. Einstein tako piše o Gandhiju:
Mahatma Gandhi in njegovi življenjski dosežki so unikatni v politični zgodovini sveta. Izumil je popolnoma nova in humana sredstva za osvobodilno vojno okupirane države in izvajal ter uporabljal ta sredstva z veliko energije in predanosti. Moralni vpliv, ki ga je imel s tem na zavestna premišljujoča človeška bitja vsega civiliziranega sveta, bo verjetno veliko bolj trajen, kot se zdi v naših časih, ki poveličuje sile brutalnega nasilja. Kajti dolgotrajno bo samo delo državnika, ki prebudi in omogoči moralno moč svojih ljudstev z lastnim zgledom ter izobraževalnimi deli. Mi vsi smo lahko srečni in hvaležni, da nam je usoda naklonila tako razsvetljenega sodobnika, zgled prihodnjim generacijam.
Generacije, ki prihajajo, bodo težko verjele, da je tak kot tale hodil po zemlji z mesom in krvjo.
Podobno je tudi britanski glasbenik John Lennon omenjal Gandhija, ko je želel pojasniti svoja stališča do nenasilja.

### Svetovni praznik
Leta 2007 je Generalna skupščina Organizacije združenih narodov razglasila Gandhijev rojstni dan, 2. oktober, za mednarodni dan nenasilja. 30. januar je bil kot obletnica Gandhijeve smrti razglašen za šolski dan nenasilja in miru, na predlog organizacije UNESCO leta 1948. Tako ureditev so prevzele šole v mnogih državah. V nekaterih državah na južni polobli se ta dan praznuje na 30. marec.

### Nagrade
Vlada Indije vsako leto podeljuje Gandhijevo mirovno nagrado družbenim delavcem, svetovnim voditeljem in drugim zaslužnim državljanom. Nelson Mandela, vodja boja za preseganje rasnih razlik, je izstopajoči neindijski prejemnik te nagrade.
V letu 2011 ga je uredništvo ameriške revije Time uvrstilo na svoj seznam 25 največjih političnih osebnosti vseh časov.
Gandhi ni nikoli prejel Nobelove nagrade za mir, čeprav je bil nominiran petkrat. Zadržki so bili večinoma plod nacionalističnih pomislekov. Desetletja kasneje je Nobelova komisija javno izrazila obžalovanje in pojasnila svojo neodločnost. Leta 1948 je bil prav tako nominiran, a zaradi atentata ni bilo moč podeliti takšne nagrade. Tistega leta se je komisija odločila, da nagrade v kategoriji miru ne podelijo, saj da »ni na voljo primernega živega kandidata.« Razpravljali so, da bi Gandiju podelili nagrado posthumno, zato se sklepa, da je bila verjetno namenjena ravno njemu. Ko je 14. dalajlama prejel nagrado leta 1989, je predsednik akademije rekel, da je ta nagrada »delno posvečena spominu na Mahatmo Gandhija«, kateremu se je za navdih zahvalil tudi sam nagrajenec, ki je za časa podelitve živel v Indiji.

### Film, gledališče in književnost
5 ur in 9 minut dolg biografski dokumentarni film Mahatma: Life of Gandhi, 1869–1948, ki ga je režiral Vithalbhai Jhaveri  leta 1968, citira besede Mahatme in uporablja arhivske posnetke vseh vrst. Leta je 1982 Richard Attenborough režiral film Gandhi, ki je prejel tudi oskarja za najboljši film.
Leta 1996 je bil posnet film The Making of the Mahatma, ki dokumentira razvoj Gandhija iz mladega odvetnika v političnega voditelja. Gandhi je tudi lik v bollywoodski komediji Lage Raho Munna Bhai.
Jahnu Barua je leta 2005 režiral film Maine Gandhi Ko Nahin Mara (Jaz nisem ubil Gandhija), ki uporablja izginjajoč spomin na Gandhijeve vrednote v sodobni družbi kot metaforo za senilno pozabljivost protagonista.
Gandhi ima tudi nasprotnike in realistične upodobitelje. Tako obstaja igra iz leta 1995 Gandhi Virudh Gandhi, ki upodablja odnos med očetom in njegovim sinom Harilalom, ki je bil težak alkoholik, dolžnik in berač. Leta 2007 je izšel film Gandhi, moj oče, ki je navdahnjen z isto temo. Igra iz leta 1989 Me Nathuram Godse Boltoy in predstava iz leta 1997 Gandhi Ambedkar kritizirata njegova načela in njegovo osebo.
Kar nekaj obsežnih biografij je na voljo o avtorju, tudi sam Mahatma je napisal svojo zgodbo z imenom Moji eksprimenti z resnico, ki je prevedena tudi v slovenski jezik.

### Trenutni vpliv na Indijo
Indija s svojo divjo ekonomsko modernizacijo in urbanizacijo je zavrnila marsikatero Gandhijevo ekonomsko idejo, če ne vseh, priznava pa večino njegove politike. Gandhi pooseblja politično identiteto države, ki je strpna, sekularna demokracija in dejansko največja demokratična država na svetu.
Gandhijev rojstni dan, 2. oktober, je državni praznik v Indiji. Gandijeva podoba krasi tudi skoraj vse bankovce Indijske centralne banke. Dan Gandhijeve smrti je razglašen za dan mučenikov v Indiji. V palači v kraju Maduraj je urejen muzej Mahatme Gandhija, posvečenih pa mu je tudi več templjev.